# Rezo Pouce
Rezo Pouce est un réseau d’auto-stop organisé, de proximité en France. Déployé en lien avec les collectivités publiques, le dispositif vise à répondre aux besoins en mobilité des personnes en structurant, organisant et sécurisant la pratique de l'auto-stop en zone rurale ou périurbaine.
Agissant pour le désenclavement rural et la diminution des gaz à effet de serre, il s'inscrit dans le contexte plus large de l'écomobilité et de l'économie sociale et solidaire. Il a vocation à compléter l'offre de transports publics existante en permettant le covoiturage spontané sur de courtes et moyennes distances et s'inscrit dans la perspective d'un rationnement progressif du pétrole.
Mettant en œuvre le dispositif depuis 2015, la SCIC Rezo Pouce est basée à Castelsarrasin dans le Tarn-et-Garonne. En juin 2021, elle fusionne avec la société Mobicoop, coopérative spécialisée entre autres dans le covoiturage.

## Histoire
Le dispositif Rezo Pouce est initié en octobre 2010 par la ville de Moissac dans le Tarn-et-Garonne. Les premiers arrêts sont déployés sur la commune en 2011.
En 2012, l’association Covoiturons sur le pouce est fondée, rassemblant neuf communes et la communauté d'agglomération Grand Montauban sous la présidence d’Alain Jean. L’association coordonne le dispositif et crée un kit pour permettre aux collectivités ailleurs en France de reproduire l’initiative.
En 2013, Rezo Pouce compte un millier d’adhérents (dont 70% de femmes) et 150 arrêts sur 82 communes.
En 2014, l’association comptait une trentaine de membres, toutes des collectivités de Midi-Pyrénées, et employait 3 personnes à temps complet et deux animateurs à temps partiel, pour un budget total de 90 000 euros.
En 2015, Rezo Pouce est mis en nomination dans la catégorie Transport pour la campagne My Positive Impact de la Fondation Nicolas-Hulot pour la nature et l'homme. Le réseau compte alors 144 communes et 1585 adhérents dont 60% de conducteurs.
En décembre 2019, le réseau compte plus de 2 000 communes adhérentes et onze salariés. Il développe une version Rezo Senior avec réservation et un service Rezo Pro à destination des entreprises.
En juin 2021, la société fusionne avec la société Mobicoop, coopérative spécialisée dans la mobilité partagée.

## Fonctionnement

### Adhésion

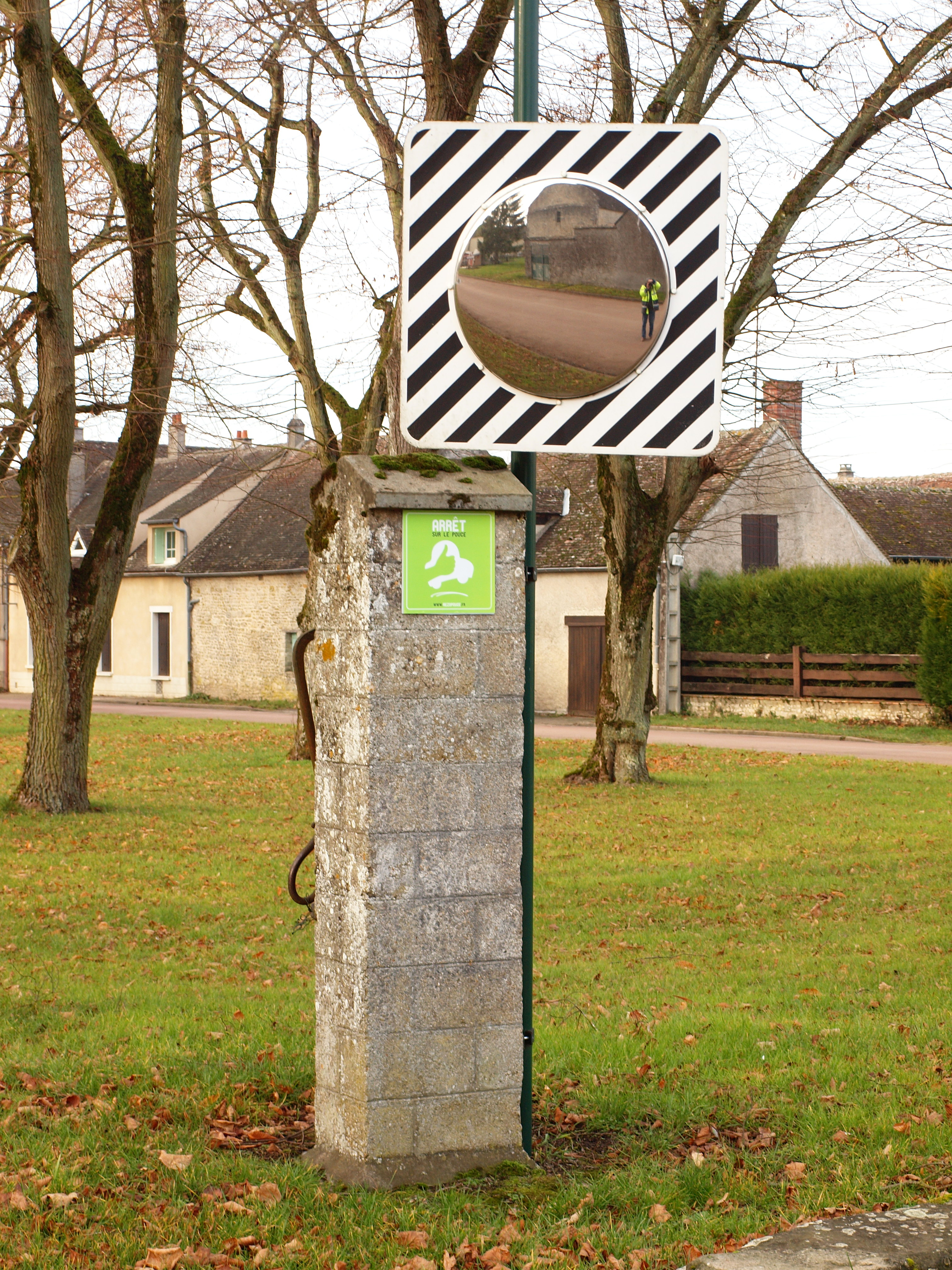
Arrêt sur le pouce de Rumont (Seine-et-Marne)

Le dispositif cible les jeunes de 16 ans et plus sans permis, les personnes en précarité financière et les personnes âgées. L'inscription se fait en ligne ou dans l’un des points relais du réseau sur présentation d’une pièce d'identité. D'abord payante, l'inscription des particuliers est gratuite depuis 2016,. Une autorisation parentale est requise pour les moins de 18 ans.
Les membres se voient remettre une carte de membre et un kit d'information (carte des arrêts du territoire, fiches conseil et destinations, macaron autocollant à apposer sur le pare-brise).

### Arrêts sur le pouce

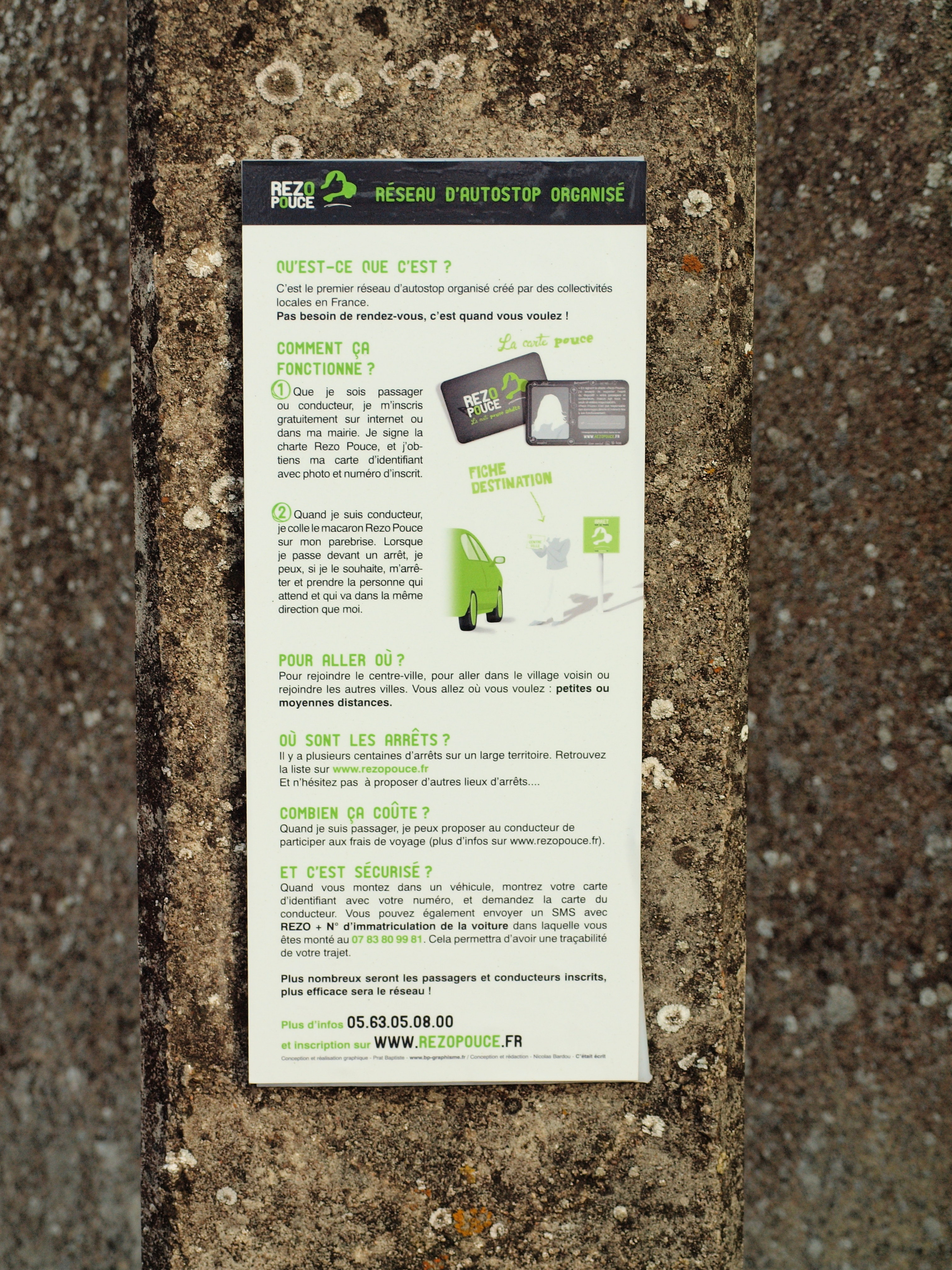
Fiche informative à l'Arrêt sur le pouce de Rumont (Seine-et-Marne)

Des bornes identifiées « Arrêt sur le pouce » affichant le logo vert et blanc de Rezo Pouce sont installées à des endroits sécurisés et stratégiques en collaboration avec les collectivités partenaires,. Les auto-stoppeurs peuvent utiliser les fiches destination fournies dans le kit pour signaler leur appartenance au dispositif. Des conducteurs peuvent alors arrêter et proposer un transport sur l'axe routier.

### Gratuité
À l'origine, une participation aux frais était suggérée à hauteur de 0,50€ pour des trajets inférieurs à 10 kilomètres, 1€ pour 10 à 20 km, 2€ pour 20 à 30 km, 3€ pour plus de 30 km, etc. Depuis 2016, la gratuité du dispositif est mise en avant pour distinguer la pratique comme spontanée et solidaire.

### Sécurité
Les passagers ont la possibilité d'envoyer un SMS contenant les informations du trajet comme la plaque d'immatriculation de la voiture, mais la fonctionnalité serait peu utilisée. Une application mobile permet aussi de suivre les trajets effectués et de se signaler pour débuter un trajet sans passer par un arrêt sur le pouce.
Enfin, il est rappelé aux conducteurs et passagers qu'il n'y a aucune obligation et que l'on peut refuser de prendre quelqu'un, de monter ou même de poursuivre un trajet si on ne se sent pas à l'aise.